# Pronom relatiu
En la llengua catalana, els pronoms relatius són pronoms que remeten a un element nominal prèviament aparegut en l'oració, o bé implícit, i introdueix una oració subordinada que fa funció d'adjectiu o substantiu. És a dir, funcionen com a nexe i introdueixen l'oració subordinada.
Exemples: 
El ciclista que va guanyar era el meu germà.
Qui no vulgui pols que no vagi a l'era.
La botiga en la qual treballaves s'ha cremat.

## Formes del pronom relatiu

### Formes variables
- El relatiu compost el qual, que té flexió completa: singular masculí el qual; singular femení la qual; plural masculí els quals; plural femení les quals.

### Formes invariables
- Formes àtones: que
- Formes tòniques: què, qui
- Forma adverbial: on

## Funcions del pronom relatiu

### Pronom relatiu "que"
El pronom relatiu que s'utilitza quan, dins la seva proposició, compleix la funció de subjecte, de complement directe o de complement circumstancial (amb matís temporal). No va mai precedit de cap preposició. Designa tant persones com coses.

#### Exemples
Els viatgers que (subjecte) no duien bitllet van baixar a la primera estació.
No sé res del noi que (CD) trobàvem pel parc.
Els dies que (CC) tenim exàmens anem atrafegats.

### Pronoms relatiuspreposició +"què",preposició+ "qui"
El pronom relatiu què es refereix a coses, i el pronom qui, a persones. S'utilitzen sempre precedits de preposició, generalment àtona (a, amb, de, en, per). Resulten inviables precedits de preposicions tòniques, compostes o locucions preposicionals, i com a relatius possessius, casos en què cal emprar el qual.
Compleixen les funcions sintàctiques pròpies d'un complement introduït per preposició (complement indirecte, complement de règim verbal i complement circumstancial). Són intercanviables, amb les restriccions esmentades, amb el pronom relatiu compost (article + qual).

#### Exemples
El càrrec (a què / al qual) accedirà properament l'obligarà a viatjar sovint. (CRV)
La crema (amb què / amb la qual) et protegeixes del sol és de bona qualitat. (CC)
La psicòloga (a qui / a la qual) van concedir un premi ha demanat un any sabàtic. (CI)

### Pronom relatiu "el qual"
El pronom compost el qual té flexió de gènere i nombre (el qual, la qual, els quals, les quals) i concordarà, per tant, amb el seu antecedent. Es refereix tant a persones com a coses. En les oracions subordinades adjectives explicatives es pot fer servir en alternança amb el pronom que.

#### Exemples
Els bombers, els quals / que han treballat tota la nit, seran rellevats.
Classificarem totes les revistes, les quals / que cedirem a la biblioteca del barri.

Precedit de preposició, és intercanviable amb els pronoms què i qui en les funcions pròpies d'un complement introduït per preposició (CI, CRV, CC).
L'editor (al qual / a qui) enviaré els poemes dirigeix una petita editorial. (CI)
La vida (a la qual / a què) s'ha acostumat l'ha alliberat de preocupacions. (CRV)
Les companyes (amb les quals / amb qui) faré el viatge parlen cinc idiomes. (CC)

### Pronom relatiu "on"
El pronom adverbial on compleix la funció de complement circumstancial (únicament amb matís de lloc). Pot anar precedit de preposició. És equivalent a la construcció següent: preposició + què/el qual.

#### Exemple
El terrat (on / en què / en el qual) preníem el sol quedava resguardat del vent.